# Georg Cadora
Georg Cadora (* 6. Juli 1939 in Darmstadt; † 31. Dezember 2011 in Wuppertal) war ein deutscher Maler, Zeichner, Collagist und Grafiker der Klassischen Moderne.  Für sein unverkennbares zeichnerisches Werk hat er eine spezielle Filigrantechnik entwickelt, die „Schleifentechnik“. Diese neue Art der aufwändigen Tusche-Federzeichnungen aus unzählig schraffierten Rundelementen  nutzte er für Porträtzeichnungen von Künstlern. Dies war ein kunstgeschichtlicher Beitrag als „Maler der Poeten und Schriftsteller“.

## Leben und Wirken
Cadora wurde am 6. Juli 1939 als Herbert Kanold geboren. Er begann sein künstlerisches Wirken nach dem Schulabschluss in Darmstadt. Die erste Ausbildung absolvierte er als Steinmetz und Bildhauer in den 1950er Jahren in verschiedenen Künstler-Ateliers. Zugleich befasste er sich mit der Malerei und den verschiedenen Techniken. Nach zwei Jahren und dem frühen Verlust seiner Eltern zog es ihn dann „in die Ferne“ und direkt in seine „Welthauptstadt der Kunst: Paris“, wo er rasche Aufnahme in Künstlerkreisen fand. Mit dem Beginn seiner Wanderjahre und Studienreisen widmete er sich verstärkt dem Bereich der Zeichnungen und Malerei, da er seine Ausrüstung im Reisegepäck mitnehmen konnte. Eine „prägende Zeit“ hat Cadora nach eigenen Angaben in Paris erlebt, wo er in Künstlerkreisen unter anderen Jean-Paul Sartre kennenlernte. Er porträtierte ihn im Cafe „La Pergola“. Er fand Eingang in die Nachkriegs-Boheme und genoss in der Folge zeitweise auch das Leben als „Straßenmaler an der Seine“. Als frankophiler Deutscher gehörte er bald zum Freundeskreis Pierre Teilhard de Chardin wie Jean Genet und Manès Sperber sowie andere berühmte Zeitgenossen. Zu den damaligen Bekannten von Cadodra in Paris zählte auch die Architektur-Studentin Farah Diba, der er Teile seiner Fotoausrüstung schenkte.

## Studien- und Forschungsreisen
Während seines ganzen Lebens machte Cadora bis zuletzt Studien- und Forschungsreisen, ohne seine enge Bindung zu Deutschland und sein Domizil in Krefeld aufzugeben, wo er eine Künstlerfreundschaft mit Herbert Zangs pflegte. Enge Verbindungen blieben auch zum Freundeskreis in der damaligen Bundeshauptstadt Bonn. Im Ausland bereiste er zuerst Frankreich bis in den Süden und schloss in Banyuls-sur-Mer Freundschaft mit Lucien Maillol, dem Sohn von Aristide Maillol.
1973 heiratete er die Chemikerin Christa Priewe (Berlin), die einer alten Hugenottenfamilie aus Frankreich entstammte. Als Ehefrau begleitete sie Georg Cadora Jahrzehnte lang auf seinen Reisen und verwaltet den künstlerischen Nachlass. Cadora unternahm Reisen in die meisten europäischen Länder und auf andere Kontinente. Längere Aufenthalte führten ihn nach Asien (Indien, Nepal, Kambodscha, Thailand, Sri Lanka), Afrika (Ägypten, Marokko, Tunesien) sowie Süd- und Nordamerika einschließlich Kuba. Auf den abenteuerlich verlaufenen Missionen betätigte er sich an Ausgrabungen sowie Forschungsarbeiten mit Spurensuche nach alten Kulturen der Menschheit. Seine zentrale Faszination galt jedoch den Dichtern, Denkern, Schriftstellern und Musikern seiner Zeit und vorhergehender Epochen. Mit einigen Zeitgenossen pflegte er auch Briefkontakte: Henry Miller, Günter Grass und Kunsthistoriker Paul Wember. Gesellschaftlichen Dialog führte er mit allen relevanten Kreisen der Kunst, Kultur und Politik.

## Porträtkunst
Als Maler hielt er die Porträts von mehreren hundert Künstlern in seinen Zeichnungen und Bildern fest. „Ich war schon als Kind fasziniert von Künstlern aller Epochen“, erklärte Cadora seine Leidenschaft, diesen Genies in der bildenden Kunst ein weiteres Denkmal zu setzen. Die für ihn typischen Tusche-Zeichnungen erinnern in ihrer mystischen Wirkung mitunter an eine Art Ikonen-Malerei. So entstanden in seinem Werk Porträts, von denen sich inzwischen viele in Museen und öffentlichen Sammlungen befinden. Als Beispiele sind folgende Arbeiten zu nennen:
- Guillaume Apollinaire,  Peter Altberg, Jean Anouilh
- Lord Byron, Ambroise Birce, R. de la Bretonne
- Louis-Ferdinand Céline[2], Paul Celan, S.F. Coleridge, Ch. De Coster
- Dante Alighieri,[3] Eg Friedel, R. W. Fassbinder
- Günter Grass, Gogol, Jean Giono, Yvan Goll
- Heinrich Heine[4]
- A. Jarry,  H. H. Jahnn,  Gerhard Marcks, Jean Paul Sartre, Percy B. Shelly.
- Ezra Pound[5]

## Die letzten Jahre
Des Reisens müde verbrachte Cadora die letzten Jahre zurückgezogen, doch hochverehrt ab Juli 2005 in Püttlingen, Regionalverband Saarbrücken. Dann zog es ihn Anfang 2011 wieder in das Rheinland. An Krebs erkrankt übersiedelte er mit seiner Ehefrau Christa nach Wuppertal, wo er in der Silvesternacht 2011 im Alter von 72 Jahren verstarb. Seine letzte Ruhestätte fand er im Familiengrab auf dem evangelischen „Friedhof Ehrenhainstraße“ in Wuppertal, der als Park-Waldfriedhof im Jahre 1890 angelegt worden war.

## Ausstellungen
Georg Cadora hatte zeitlebens über 200 Einzel- und Gemeinschaftsausstellungen in Galerien, Museen, Instituten und öffentlichen Gebäuden. Die erste große Ausstellung seiner Werke in der Bundesstadt Bonn fand statt
- 1970:  Rheinisches Landesmuseum Bonn. (Patronat Kunsthistoriker Hugo Borger). Es folgten
- 1975:  Die Ausstellung „Künstler-Porträts“ in der Galerie-Marco-Edition mit prominentem Publikum aus Politik und Diplomatie.
- 1974 und in folgenden Jahren: Kaiser-Wilhelm-Museum Krefeld, Museum Simeonsstift Trier, W. Lehmbruck-Museum Duisburg, Museum Pfalzgalerie Kaiserslautern u. a.
- 1976 und folgende Jahre Ausstellungen in  deutschen, französischen und bilateralen Kulturinstituten sowie Universitäten in der Bundesrepublik, in Frankreich, England, USA, Kolumbien sowie an Goethe-Instituten der Bundesrepublik Deutschland.
- 2001:  Kulturspeicher Dörenthe e. V./Ibbenbüren  (KreisSteinfurt)
- 2010:  „Gustav Mahler und seine Zeit“, Hochschule für Musik Saar, Saarbrücken
- 2011/2012:  Villa Goecke, Krefeld „Hommage a Georg Cadora“